# Notaeolidiidae
Notaeolidiidae zijn een familie van weekdieren uit de klasse van de Gastropoda (slakken).

## Geslacht
- Notaeolidia Eliot, 1905